# Візжилін Віктор Олексійович
Віктор Олексійович Візжилін  (19 квітня 1901, Саратовська губернія — 1 квітня 1970) — радянський військовий діяч та педагог, генерал-майор, начальник Харківського суворовського військового училища (1944—1945).

## Біографія
Народився 18 квітня 1901 року в селі Хмелівка Олександрівської волості Саратовської губернії.
У 1924 році закінчив 20-ту Саратовську піхотну школу і два курсу військової академії ім. М. В. Фрунзе.
4 червня 1940 року отримав військове звання генерал-майора.
З 01.01.1940 по 25.07.1941 рр. — командир 130 стрілецької дивізії, Київський військовий округ, місто Кам'янець-Подільський.
З вересня 1941 року заступник командира 1-го гвардійського стрілецького корпусу Дмитра Лелюшенко.
З 24 жовтня 1941 начальник штабу 26-й резервної армії.
З 25.12.1941 по 07.03.1942 рр. — начальник штабу 2-ї ударної армії, Волховського фронту (командуючий генерал-лейтенант Кликов Микола Кузьмич).
З 14.03.1942 по 17.05.1942 рр. — командир 288-ї стрілецької дивізії, 4-й ударної армії, Волховського, потім Ленінградського фронтів.
З 18.10.1942 по 11.8.1943 рр. — начальник Кемеровського військово-піхотного училища.
З 1943 по 1944 рр. — начальник Калінінського суворовського військового училища.
З 1944 по 1945 рр. — начальник Харківського суворовського військового училища.
З 1945 по 1950 рр. — заступник командира 123 стрілецького корпусу Приволзького військового округу.
З 10.01.1950 по 25.04.1952 рр. — Начальник Рязанського піхотного училища ім. К. Є. Ворошилова (нині Рязанське вище повітряно-десантне командне училище).
З 1952 року начальник військової кафедри Саратовського сільськогосподарського інституту.

## Нагороди та відзнаки
- Два ордени Червоного Прапора
- Орден Червоної Зірки,
- Медаль «За доблесну працю у Великій Вітчизняній війні 1941—1945 рр.»
- Медаль «За перемогу над Німеччиною у Великій Вітчизняній війні 1941—1945 рр.»